# انتخابات پارلمان اروپا (۲۰۲۴)
انتخابات پارلمان اروپا (انگلیسی: 2024 European Parliament election) برای سال ۲۰۲۴ برنامه‌ریزی شده است. این اولین انتخاباتی است که بعد از برگزیت و خروج بریتانیا از اتحادیه اروپا برگزار می‌شود.

## طرح آرا و کرسی‌ها
هیچگونه نظرسنجی پان-اروپایی برای انتخابات پارلمان اروپا وجود ندارد. با این حال، چندین سازمان محاسبات تئوریک توزیع کرسی‌ها در پارلمان اروپا را قبل از انتخابات اتحادیه اروپا بر اساس نظرسنجی‌های عمومی در همه کشورهای عضو محاسبه و پیش‌بینی می‌کنند؛ که جدول زیر این پیش‌بینی‌های مختلف را نشان می‌دهد. پیش‌بینی‌های قبل از ۳۱ ژانویه سال ۲۰۲۰ همچنان بریتانیا را نیز در بر می‌گیرد، که در آنزمان هنوز از اتحادیه اروپا خارج نشده بود.
| مؤسسه                       | تاریخ      | حوزه | EPP            | S&D        | RE   | ID  | ECR | GUE/NGL | NI | سایرین |    |    |    |   |
| --------------------------- | ---------- | ---- | -------------- | ---------- | ---- | --- | --- | ------- | -- | ------ | -- | -- | -- | - |
| مؤسسه                       | تاریخ      | حوزه | انتخابات اروپا | ۲۰۲۰-۰۴-۳۰ | EU27 | ۱۹۳ | ۱۴۰ | ۹۴      | ۷۸ | سایرین | ۷۲ | ۵۵ | ۲۳ | ۴ |
| انتخابات اروپا              | ۲۰۲۰-۰۳-۳۱ | EU27 | ۱۸۸            | ۱۳۵        | ۹۲   | ۸۳  | ۷۲  | ۵۷      | ۲۱ | ۶      |    |    |    |   |
| انتخابات اروپا              | ۲۰۲۰-۰۲-۲۹ | EU27 | ۱۸۴            | ۱۳۳        | ۹۹   | ۸۵  | ۶۸  | ۵۶      | ۲۱ | ۶      |    |    |    |   |
| انتخابات اروپا              | ۲۰۲۰-۰۱-۳۱ | EU27 | ۱۸۲            | ۱۳۰        | ۱۰۱  | ۸۵  | ۷۰  | ۵۵      | ۲۳ | ۶      |    |    |    |   |
| انتخابات اروپا              | ۲۰۱۹-۱۲-۳۱ | EU27 | ۱۸۲            | ۱۳۱        | ۱۰۲  | ۸۶  | ۷۰  | ۵۴      | ۲۵ | ۳      |    |    |    |   |
| انتخابات اروپا              | ۲۰۱۹-۱۲-۳۱ | EU28 | ۱۷۷            | ۱۵۳        | ۱۰۳  | ۸۲  | ۱۰۳ | ۵۳      | ۲۵ | ۳      |    |    |    |   |
| انتخابات اروپا              | ۲۰۱۹-۱۱-۳۰ | EU28 | ۱۷۶            | ۱۵۷        | ۱۰۷  | ۸۰  | ۹۵  | ۴۹      | ۲۵ | ۱      |    |    |    |   |
| انتخابات اروپا              | ۲۰۱۹-۱۰-۳۱ | EU28 | ۱۷۵            | ۱۵۱        | ۱۱۵  | ۷۸  | ۹۲  | ۴۶      | ۳۰ | ۲      |    |    |    |   |
| انتخابات اروپا              | ۲۰۱۹-۰۹-۳۰ | EU28 | ۱۷۰            | ۱۵۱        | ۱۱۸  | ۷۹  | ۸۷  | ۴۸      | ۳۲ | ۳      |    |    |    |   |
| انتخابات اروپا              | ۲۰۱۹-۰۸-۳۱ | EU28 | ۱۶۶            | ۱۵۴        | ۱۱۶  | ۸۰  | ۸۹  | ۴۷      | ۳۲ | ۳      |    |    |    |   |
| انتخابات اروپا              | ۲۰۱۹-۰۷-۳۱ | EU28 | ۱۶۸            | ۱۵۳        | ۱۱۷  | ۷۹  | ۸۵  | ۴۸      | ۳۳ | ۳      |    |    |    |   |
| انتخابات اروپا              | ۲۰۱۹-۰۶-۳۰ | EU28 | ۱۶۷            | ۱۴۵        | ۱۱۹  | ۸۰  | ۶۴  | ۴۶      | ۵۴ | ۲      |    |    |    |   |
| پارلمان اروپا قبل از برگزیت | ۲۰۲۰-۰۲-۰۱ | EU27 | ۱۸۷            | ۱۴۸        | ۹۷   | ۷۶  | ۶۲  | ۴۰      | ۲۷ | -      |    |    |    |   |
| پارلمان اروپا قبل از برگزیت | ۲۰۱۹-۰۵-۲۶ | EU28 | ۱۸۲            | ۱۵۴        | ۱۰۸  | ۷۳  | ۶۲  | ۴۱      | ۵۷ | -      |    |    |    |   |

### خلاصه نمودار
نمودار زیر نظرسنجی‌های انجام شده برای انتخابات ۲۰۲۴ پارلمان اروپا است که با استفاده از میانگین متحرک ۶ نظرسنجی از ۳۱ ژانویه نشان می‌دهد؛ که در آن انگلستان گنجانده نشده است.

### آرای عمومی
جدول زیر سهم پیش‌بینی شده آراء مردمی برای گروه‌های عضو پارلمان اتحادیه اروپا در سطح اروپا را نشان می‌دهد.
| مؤسسه              | تاریخ      | دامنه | EPP           | S&D        | RE    | ID    | ECR   | GUE/NGL | NI    | سایرین |      |      |      |      |
| ------------------ | ---------- | ----- | ------------- | ---------- | ----- | ----- | ----- | ------- | ----- | ------ | ---- | ---- | ---- | ---- |
| مؤسسه              | تاریخ      | دامنه | Europe Elects | ۲۰۲۰-۰۴-۳۰ | EU27  | ۲۵٫۳٪ | ۱۸٫۵٪ | ۱۰٫۹٪   | ۱۱٫۴٪ | سایرین | ۹٫۸٪ | ۸٫۲٪ | ۳٫۹٪ | ۴٫۷٪ |
| Europe Elects      | ۲۰۲۰-۰۳-۳۱ | EU27  | ۲۴٫۱٪         | ۱۸٫۲٪      | ۱۰٫۷٪ | ۱۱٫۸٪ | ۱۰٫۰٪ | ۸٫۵٪    | ۳٫۸٪  | ۴٫۹٪   |      |      |      |      |
| Europe Elects      | ۲۰۲۰-۰۲-۲۹ | EU27  | ۲۲٫۷٪         | ۱۸٫۰٪      | ۱۰٫۹٪ | ۱۲٫۵٪ | ۹٫۷٪  | ۹٫۱٪    | ۳٫۸٪  | ۴٫۹٪   |      |      |      |      |
| Europe Elects      | ۲۰۲۰-۰۱-۳۱ | EU27  | ۲۰٫۵٪         | ۱۸٫۶٪      | ۱۲٫۴٪ | ۱۲٫۱٪ | ۱۲٫۱٪ | ۸٫۰٪    | ۴٫۰٪  | ۳٫۹٪   |      |      |      |      |
| Europe Elects      | ۲۰۱۹-۱۲-۳۱ | EU28  | ۲۰٫۹٪         | ۱۸٫۸٪      | ۱۱٫۸٪ | ۱۱٫۹٪ | ۱۲٫۴٪ | ۸٫۱٪    | ۴٫۲٪  | ۳٫۷٪   |      |      |      |      |
| Europe Elects      | ۲۰۱۹-۱۱-۳۰ | EU28  | ۲۰٫۳٪         | ۱۸٫۴٪      | ۱۲٫۳٪ | ۱۲٫۰٪ | ۱۲٫۰٪ | ۸٫۰٪    | ۴٫۰٪  | ۳٫۸٪   |      |      |      |      |
| Europe Elects      | ۲۰۱۹-۱۰-۳۱ | EU28  | ۲۰٫۳٪         | ۱۷٫۸٪      | ۱۳٫۱٪ | ۱۱٫۳٪ | ۱۰٫۰٪ | ۶٫۵٪    | ۴٫۸٪  | ۷٫۹٪   |      |      |      |      |
| Europe Elects      | ۲۰۱۹-۰۹-۳۰ | EU28  | ۱۹٫۶٪         | ۱۹٫۵٪      | ۱۲٫۳٪ | ۱۱٫۳٪ | ۹٫۷٪  | ۶٫۶٪    | ۴٫۸٪  | ۷٫۹٪   |      |      |      |      |
| Europe Elects      | ۲۰۱۹-۰۸-۳۱ | EU28  | ۲۰٫۰٪         | ۱۹٫۰٪      | ۱۲٫۹٪ | ۱۱٫۴٪ | ۹٫۶٪  | ۶٫۹٪    | ۵٫۶٪  | ۵٫۹٪   |      |      |      |      |
| Europe Elects      | ۲۰۱۹-۰۷-۳۱ | EU28  | ۱۹٫۳٪         | ۱۹٫۰٪      | ۱۲٫۸٪ | ۱۱٫۵٪ | ۹٫۳٪  | ۶٫۶٪    | ۵٫۳٪  | ۶٫۷٪   |      |      |      |      |
| Europe Elects      | ۲۰۱۹-۰۶-۳۰ | EU28  | ۱۹٫۱٪         | ۱۸٫۹٪      | ۱۳٫۳٪ | ۱۱٫۴٪ | ۹٫۸٪  | ۶٫۹٪    | ۵٫۱٪  | ۵٫۲٪   |      |      |      |      |
| پارلمان اروپا ۲۰۱۹ | ۲۰۱۹-۰۵-۲۶ | EU28  | ۲۱٫۰٪         | ۱۸٫۵٪      | ۱۳٫۰٪ | ۱۰٫۸٪ | ۸٫۲٪  | ۶٫۵٪    | ۷٫۲٪  | ۸٫۸٪   |      |      |      |      |